# Campionato Internazionale 1930-1931
Il Campionato Internazionale 1930-1931 è stata la ventunesima edizione del torneo ed è stato vinto dall'Hockey Club Davos.

## Gruppi

### Serie Est

#### Gruppo 1
L'Eishockeyclub Arosa rinuncia alla partecipazione.
| St. Moritz 11 gennaio 1931 | St. Moritz | 6 – 0 referto | Lyceum Zuoz |  |

#### Gruppo 2

##### Semifinali
| Davos 11 gennaio 1931 | Zürcher SC | 4 – 3 referto | Akademischer EHC Zürich |  |

| Davos 11 gennaio 1931 | Davos | 5 – 0 (Forfait) referto | FC/HC Zürich |  |

##### Finale
| Davos 11 gennaio 1931 | Davos | 11 – 1 referto | Zürcher SC |  |

#### Finale
| 1931 | Davos | ? – ? referto | St. Moritz |  |

L'Hockey Club Davos si qualifica per la finale Svizzera.

### Serie Ovest

#### Semifinali
| Gstaad 11 gennaio 1931 | Lycée Jaccard | 2 – 0 referto | Château-d'Œx |  |

| Gstaad 11 gennaio 1931 | Rosey-Gstaad | 11 – 0 referto | Star Lausanne |  |

#### Finalina 3º posto
| Gstaad 11 gennaio 1931 | Château-d'Œx | 6 – 1 referto | Star Lausanne |  |

#### Finale
| Gstaad 11 gennaio 1931 | Rosey-Gstaad | 8 – 1 referto | Lycée Jaccard |  |

## Finale
| 17 febbraio 1931 | Davos | 5 – 3 referto | Rosey-Gstaad |  |

## Verdetti
| Campionato Nazionale 1930-1931 | Campionato Nazionale 1930-1931 |
| ------------------------------ | ------------------------------ |
| Campionato Nazionale           | Davos                          |

### Roster della squadra vincitrice
| Vincitori del Campionato Internazionale HC Davos | Portieri: Difensori: Attaccanti: Bibi Torriani Allenatore: Bobby Bell |